# Underneath the nightsky
Underneath the nightsky is een studioalbum van Nattefrost uit 2007. Hij, enig lid Bjørn Jeppesen, nam het op in zijn geluidsstudio’s in Kopenhagen en Odense, Denemarken. De stijl van de elektronische muziek refereert aan de Berlijnse School voor elektronische muziek, met veelvuldig gebruik van sequencers.

## Musici
- Bjørn Jeppesen – alle muziekinstrumenten behalve
- Phil Molto – gitaar
- Ute Stemmann – stem op Translogical movements

## Muziek
| Nr. | Titel                                            | Duur |
| --- | ------------------------------------------------ | ---- |
| 1.  | Translogical movements (Nattefrost)              | 9:14 |
| 2.  | Searching for a distant planet (Nattefrost)      | 4:31 |
| 3.  | Underneath the nightsky (Nattefrost)             | 5:02 |
| 4.  | Observing emotions (Nattefrost)                  | 9:17 |
| 5.  | Winterland (Nattefrost, Robert Schroeder-Trebor) | 7:03 |
| 6.  | A different view on Jupiter (Nattefrost)         | 6;18 |
| 7.  | Intergalactic journey (Nattefrost)               | 4:59 |
| 8.  | The pleasure of tranquility (Nattefrost)         | 5;58 |
| 9.  | The magic of forgotten times (Nattefrost)        | 6:04 |